# Liga Sérvia de Basquetebol de 2023-24
A Temporada da Liga Sérvia de Basquetebol de 2023–24 (em sérvio:  2023–24 Košarkaška liga Srbije) foi a 18ª edição da competição de elite do basquetebol masculino da Sérvia. O Crvena Zvezda é o atual campeão somando 22 títulos desde a época da YUBA (liga iugoslava) e oito no atual formato (todos de maneira consecutiva).

## Clubes participantes
| Clube                     | Localização       | Arena                     | Capacidade |
| ------------------------- | ----------------- | ------------------------- | ---------- |
| Borac Mozzart             | Čačak             | Borac Hall                | 2.000      |
| Crvena zvezda Meridianbet | Belgrado          | Aleksandar Nikolić Hall   | 5.878      |
| Čačak 94 Quantox          | Čačak             | Borac Hall                | 2 000      |
| Dynamic Balkan Bet        | Belgrado          | Dynamic Arena             | 500        |
| FMP Soccerbet             | Železnik          | Železnik Hall             | 3.000      |
| Joker                     | Sombor            | Mostonga Hall             | 1 000      |
| Mega MIS                  | Sremska Mitrovica | Pinki Hall                | 2.500      |
| Metalac                   | Valjevo           | Valjevo Sports Hall       | 1.500      |
| Mladost Maxbet            | Zemun             | Vizura Sports Center      | 1.500      |
| Novi Pazar                | Novi Pazar        | Pavilhão Esportivo Pendik | 1.600      |
| OKK Beograd               | Belgrado          | SC Šumice                 | 2 000      |
| Partizan Mozzart Bet      | Belgrado          | Aleksandar Nikolić Hall   | 5.878      |
| Sloboda Užice             | Užice             | Parque Veliki             | 2.200      |
| Sloga                     | Kraljevo          | Pavilhão Ribika           | 3 331      |
| Spartak Office Shoes      | Subotica          | Pavilhão Dudova Šuma      | 2 000      |
| SPD Radnički              | Kragujevac        | Jezero Hall               | 3 750      |
| Tamiš                     | Pančevo           | Strelište Sports Hall     | 1.100      |
| Vojvodina MTS             | Novi Sad          | SPC Vojvodina             | 7.022      |
| Vršac                     | Vršac             | Millennium Center         | 4.400      |
| Zdravlje Leskovac         | Leskovac          | SRC Dubočica              | 3.600      |
| Zlatibor Gold Gondola     | Čajetina          | WAI TAI - STC Zlatibor    | 712        |

Fonte: srbijasport.net
|         | Equipes disputando a Primeira divisão da Liga Adriática            |
|         | Equipes disputando a Segunda divisão da Liga Adriática             |
| Aumento | Equipes promovidas na segunda divisão sérvia na temporada anterior |

## Formato
A liga é disputada em duas fases distintas, sendo temporada regular com participação de dezesseis equipes, uma segunda fase onde os cinco melhores da temporada regular juntam-se aos cinco participantes da Liga Adriática (Crvena Zvezda, FMP, Partizan, Mega Basket e Borac Čačak) na Superliga.

## Temporada regular

### Tabela de Classificação
Resultados extraídos de srbijasport.net
| Pos. | Clube                 | J  | V  | D  | PF   | PC   | SP   | Classificação    |
| ---- | --------------------- | -- | -- | -- | ---- | ---- | ---- | ---------------- |
| 1    | Vojvodina MTS         | 30 | 26 | 4  | 2581 | 2325 | 256  | Superliga e ABA2 |
| 2    | Spartak Office Shoes  | 30 | 24 | 6  | 2644 | 2263 | 381  | Superliga e ABA2 |
| 3    | Zlatibor Gold Gondola | 30 | 23 | 7  | 2594 | 2472 | 122  |                  |
| 4    | Vršac                 | 30 | 22 | 8  | 2711 | 2517 | 194  |                  |
| 5    | Sloboda               | 30 | 17 | 13 | 2600 | 2484 | 116  |                  |
| 6    | Joker                 | 30 | 16 | 14 | 2617 | 2561 | 56   |                  |
| 7    | SPD Radnički          | 30 | 16 | 14 | 2373 | 2398 | -25  |                  |
| 8    | Čačak 94 Quantox      | 30 | 16 | 14 | 2436 | 2311 | 125  |                  |
| 9    | Dynamic Balkan Bet    | 30 | 13 | 17 | 2409 | 2448 | -39  |                  |
| 10   | Metalac               | 30 | 12 | 18 | 2560 | 2679 | -119 |                  |
| 11   | OKK Beograd           | 30 | 12 | 18 | 2610 | 2735 | -125 |                  |
| 12   | Sloga                 | 30 | 11 | 19 | 2449 | 2545 | -96  |                  |
| 13   | Mladost MaxBet        | 30 | 10 | 20 | 2434 | 2541 | -107 |                  |
| 14   | Tamiš                 | 30 | 10 | 20 | 2391 | 2567 | -176 |                  |
| 15   | Novi Pazar            | 30 | 7  | 23 | 2408 | 2647 | -239 |                  |
| 16   | Zdravlje Leskovac     | 30 | 5  | 25 | 2433 | 2757 | -324 | Rebaixados       |

## Superliga

### Fase eliminatória
| Time 1        | Série | Time 2               | 1º Jogo | 2º Jogo | 3º Jogo |
| ------------- | ----- | -------------------- | ------- | ------- | ------- |
| Borac Mozzart | 2 - 0 | Spartak Office Shoes | 95 - 92 | 95 - 70 | -       |
| FMP Soccerbet | 2 - 0 | Vojvodina MTS        | 77 - 68 | 93 - 65 | -       |

| Time 1        | Série | Time 2        | 1º Jogo | 2º Jogo  | 3º Jogo |
| ------------- | ----- | ------------- | ------- | -------- | ------- |
| Borac Mozzart | 0 - 2 | FMP Soccerbet | 87 - 90 | 90 - 111 | -       |

### Final Four
| Time 1                    | Série | Time 2        | 1º Jogo | 2º Jogo | 3º Jogo |
| ------------------------- | ----- | ------------- | ------- | ------- | ------- |
| Crvena zvezda Meridianbet | 2 - 0 | FMP Soccerbet | 97 - 87 | 98 - 75 | -       |
| Partizan Mozzart Bet      | 2 - 1 | Mega MIS      | 82 - 72 | 88 - 92 | 96 - 68 |

| Time 1                    | Série | Time 2               | 1º Jogo | 2º Jogo | 3º Jogo |
| ------------------------- | ----- | -------------------- | ------- | ------- | ------- |
| Crvena zvezda Meridianbet | 2 - 0 | Partizan Mozzart Bet | 89 - 88 | 20 - 0  | -       |

Durante o jogo 2, torcedores direcionaram insultos ao presidente do Crvena Zvezda e o clima de hostilidade aumentou, temendo a segurança dos envolvidos no jogo, a partida foi interrompida enquanto as autoridades buscavam formas de acalmar os ânimos e se fosse necessário, retirar os torcedores da Arena Belgrado. Os jogadores do Crvena Zvezda voltaram para quadra e o Partizan foi aguardado por quinze minutos, como eles não vieram a liga deu a vitória por W.O. (20 - 0). O atletas do Partizan alegaram que o locutor da arena havia mencionado que o jogo está interrompido e que seria adiado, porém o diretor da liga, Aleksandar Grujin, informou de que a informação repassada pelo locutor não era oficial.

### Premiação
| KLS 2023-24 Campeões     |
| ------------------------ |
| Crvena Zvezda 9 º Título |

## Clubes sérvios em competições internacionais
| Clube         | Competição              | TR | TR | PO | PO |                                                         |
| Clube         | Competição              | V  | D  | V  | D  | Resultado                                               |
| ------------- | ----------------------- | -- | -- | -- | -- | ------------------------------------------------------- |
| Crvena zvezda | EuroLiga                | 11 | 23 | -  | -  | Eliminado - na temporada regular como 16º colocado      |
| Partizan      | EuroLiga                | 16 | 18 | -  | -  | Eliminado - na temporada regular como 11ª colocado      |
| FMP Meridian  | Liga dos Campeões       | 0  | 1  | -  | -  | Eliminado - na fase classificatória para Varese (71-73) |
| FMP           | Liga Adriática          | 10 | 16 | -  | -  | Eliminado - na temporada regular como 11º colocado      |
| Partizan      | Liga Adriática          | 20 | 6  | 4  | 4  | Finalista - vencido por Crvena Zvezda (0-3)             |
| Crvena zvezda | Liga Adriática          | 22 | 4  | 7  | 0  | Campeão - vencendo Partizan (3-0)                       |
| Mega Bemax    | Liga Adriática          | 16 | 10 | 2  | 0  | semifinalista - vencido por Crvena Zvezda (0-2)         |
| Borac Čačak   | Liga Adriática          | 10 | 16 | -  | -  | Eliminado - na temporada regular como 10º colocado      |
| Vojvodina     | Liga Adriática (2ª div) | 10 | 3  | 3  | 3  | Finalista - vencido por Spartak (0-2)                   |
| Zlatibor      | Liga Adriática (2ª div) | 10 | 3  | 0  | 2  | Eliminado - Nas quartas de finais para Podgorica (0-2)  |
| Spartak       | Liga Adriática (2ª div) | 11 | 2  | 6  | 0  | Campeão - vencendo Vojvodina (0-2)                      |